# Walter Kaufmann (Rennfahrer)

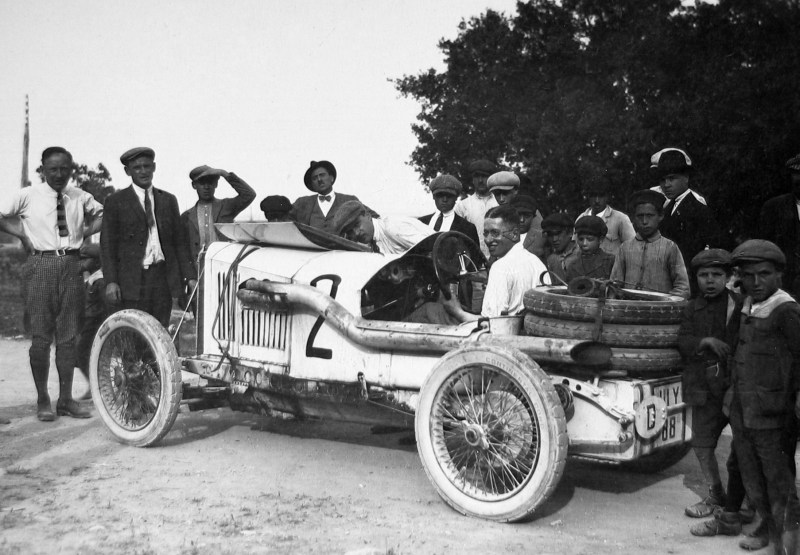
Ing. Walter Leo Kaufmann, 1924 im Steiger-Rennwagen Typ „Targa Florio“

Walter Leo Kaufmann (* 22. April 1900 in Stuttgart; † 1. Dezember 1941 in  Riga) war ein deutscher Ingenieur und Automobilrennfahrer. 

## Leben
Nach Absolvierung der Oberrealschule in Stuttgart studierte Kaufmann nach dem Ersten Weltkrieg von 1918 bis 1922 Maschinenbau an der Technischen Hochschule in Stuttgart. Danach trat er als Leiter der Einfahr- und Rennabteilung bei der Steiger AG in Burgrieden ein und war in den frühen 1920er Jahren in zahlreichen Rennen erfolgreich: 1. Preis beim Semmering-Bergrennen Klasse C.V. 1922, 1. Preis Bergrennen Pforzheim 1922, 2. Preis Klausenrennen 1923, 1. Preis Solitude-Rennen 1924, Teilnahme an der Targa Florio 1924, Startnummer 2.
Nach der Liquidation der Steiger-Werke kehrte er nach Stuttgart zurück und trat nicht mehr als Rennfahrer in Erscheinung. Walter Kaufmann war Jude, er wurde Opfer der Shoah und 1941 im KZ Jungfernhof bei Riga in Lettland ermordet.